# Sich 1
Sich 1 è il primo satellite lanciato dall'Ucraina dopo la dissoluzione dell'Unione Sovietica. Il lancio venne effettuato il 31 agosto 1995 con un razzo vettore Cyklon-3 dal Cosmodromo di Pleseck. Sich 1 pesava 1 950 kg ed era un satellite per telerilevamento, destinato a ricerche riguardanti l'oceanografia.
Il satellite faceva parte della serie di satelliti sovietici Okean, costruita dall'ufficio tecnico ucraino Južnoe; dopo la dissoluzione dell'Unione Sovietica, l'Ucraina cominciò a produrre i satelliti in proprio e nel 1995 cambiò nome alla serie, ridenominandola Sich.